# Романов Григорій Васильович
Григорій Васильович Романов (7 лютого 1923, село Зіхново, тепер Боровицького району Новгородської області, Російська Федерація — 3 червня 2008, місто Москва) — радянський державний діяч, секретар ЦК КПРС (1983—1985), 1-й секретар Ленінградського обласного комітету КПРС. Член ЦК КПРС у 1966—1986 роках. Кандидат у члени Політбюро ЦК КПРС з 27 квітня 1973 по 5 березня 1976 року. Член Політбюро ЦК КПРС з 5 березня 1976 по 1 липня 1985 року. Депутат Верховної Ради СРСР 7—11-го скликань, член Президії Верховної Ради СРСР у 1971—1984 роках. Герой Соціалістичної Праці (6.02.1983).

## Життєпис
Народився в багатодітній селянській родині. У 1938 році з відзнакою закінчив неповну середню школу і вступив до Ленінградського суднобудівного технікуму.
У 1941—1945 роках — у Червоній армії, учасник німецько-радянської війни. служив зв'язківцем на Ленінградському і Прибалтійському фронтах, був контужений і обморожений.
Член ВКП(б) з 1944 року.
Після демобілізації, у 1946 році закінчив Ленінградський суднобудівний технікум, технік-суднокорпусобудівник.
У 1946—1954 роках працював конструктором центрального конструкторського бюро (ЦКБ—53) на суднобудівному заводі імені Жданова в Ленінграді, начальником сектора центрального конструкторського бюро Міністерства суднобудівної промисловості СРСР.
У 1953 році заочно закінчив Ленінградський кораблебудівний інститут, інженер-кораблебудівник.
У 1954—1957 роках — партійний організатор, секретар комітету КПРС суднобудівного заводу імені Жданова в Ленінграді.
У 1957—1961 роках — секретар, 1-й секретар Кіровського районного комітету КПРС міста Ленінграда.
У 1961—1962 роках — секретар Ленінградського міського комітету КПРС.
У 1962 — січні 1963 року — секретар Ленінградського обласного комітету КПРС.
18 січня 1963 — 15 грудня 1964 року — 2-й секретар Ленінградського промислового обласного комітету КПРС.
15 грудня 1964 — 16 вересня 1970 року — 2-й секретар Ленінградського обласного комітету КПРС.
16 вересня 1970 — 21 червня 1983 року — 1-й секретар Ленінградського обласного комітету КПРС.
Указом Президії Верховної Ради СРСР від 6 лютого 1983 року за внесок в розвиток партійного і державного будівництва та в зв'язку з 60-річчям від дня народження, Романову Григорію Васильовичу присвоєно звання Героя Соціалістичної Праці з врученням ордена Леніна і золотої медалі «Серп і Молот».
15 червня 1983 — 1 липня 1985 року — секретар ЦК КПРС.
З липня 1985 року — пенсіонер у місті Москві. Член Центральної консультативної ради при ЦК КПРФ.
Помер 3 червня 2008 року. Похований в Москві на Кунцевському цвинтарі.

## Нагороди і звання
- Герой Соціалістичної Праці (6.02.1983)
- п'ять орденів Леніна (28.04.1963, 29.08.1969, 6.02.1973, 29.05.1981, 6.02.1983)
- орден Жовтневої Революції (9.09.1971)
- орден Вітчизняної війни І ст. (23.04.1985)
- орден Трудового Червоного Прапора (21.06.1957)
- орден «Знак Пошани» (14.05.1960)
- орден Переможного лютого (Чехословаччина) (11.02.1983)
- медаль «За оборону Ленінграда» (1942)
- медаль «За бойові заслуги» (15.10.1944)
- медаль «За перемогу над Німеччиною у Великій Вітчизняній війні 1941—1945 рр.»
- медалі